# El dorado (álbum)
El dorado é o décimo primeiro álbum de estúdio e o nono lançado mundialmente pela pela artista musical colombiana Shakira, em 26 de maio de 2017, sob o selo da Sony Music Latin. O álbum é majoritariamente em espanhol, com três músicas cantadas em inglês. Após o seu décimo álbum de estúdio auto-intitulado (2014), Shakira teve seu segundo filho e sofreu com um bloqueio para compor e não tinha certeza sobre o futuro de sua carreira. Contudo, sua colaboração em "La bicicleta" com Carlos Vives e o suporte de seu companheiro, Gerard Piqué, lhe encorajou a voltar trabalhar na música.
Inspirado em sua vida pessoal e suas experiências, El dorado apresenta principalmente músicas sobre o relacionamento da cantora com Piqué. Shakira recrutou o colaborador de longa data, Luis Fernando Ochoa, assim como, novos produtores, Supa Dups, Rude Boyz e The Arcade. Sonoramente, o álbum é uma mistura do pop latino e do reggaeton, com influências da bachata, do vallenato e do electro-pop. O álbum apresenta seis colaborações vocais, duas com o cantor, também colombiano, Maluma, e uma com Nicky Jam, Carlos Vives, Prince Royce, Black M e a banda Magic!.
Os críticos da música deram ao álbum avaliações geralmente favoráveis, elogiando a sua coerência e diversão, ainda a natureza madura. Outras críticas sentiram que El dorado não teve criatividade, dependendo muito das colaborações anteriormente lançadas. O álbum estreou no top dez das paradas de álbuns na Argentina, Áustria, França, Espanha e Suíça. Debutou, também, no segundo lugar da  Top Latin Albums, parada latina de albuns nos Estados Unidos e em décimo quinto na Billboard 200. "Chantaje" foi o primeiro single do álbum; a canção foi sucesso mundial,atingiu o topo da Latin Songs da Billboard por onze semanas não consecutivas, sendo certificada platina dezesseis vezes pela Recording Industry Association of America (RIAA). O segundo single, "Me enamoré" e "Perro Fiel", alcançou sucesso comercial também. Enquanto o álbum foi acompanhado de uma pequena promoção. No início de 2018, "Trap" foi lançado como o quarto single do álbum. Enquanto o álbum foi acompanhado por uma promoção mínima, uma turnê para apoiá-lo foi confirmada. Em 2018, o álbum ganhou o prêmio Grammy de Melhor Álbum Pop Latino, tornando-se sua terceira vitória no Grammy.

## Antecedentes
Em outubro de 2015, Shakira anunciou que estava "em breve" voltando ao estúdio de gravação para gravar o que seria seu décimo primeiro álbum de estúdio, mas enfatizou que sua prioridade era sua família, dizendo: "No final deste ano ou no início do próximo ano, vou começar a trabalhar no meu novo álbum no estúdio. Agora eu quero ser uma mãe, antes de mais nada, porque depois de três meses não vou mais ter um bebê. Ele crescerá como um menino saudável de um ano." Durante esse tempo, Shakira começou a questionar-se se ela alguma vez faria um álbum novamente, afirmando: "Eu estava cheia de dúvidas, e pensei que nunca mais iria fazer uma boa música novamente." Ela também lembrou que se ele perguntasse quando ela iria se aposentar, ela respondeu: "Quando você não tem nada a dizer. Mas esse momento ainda não chegou". Ela acrescentou que: "[O] criador dentro de mim estava em necessidade desesperada de atenção. Mas meu filho de 2 anos, também estava na mesma necessidade. A pessoa, a mãe, o criador -todas aquelas pequenas Shakiras estavam lutando dentro de mim, então foi muito tumultuado".  Em fevereiro de 2016, durante uma entrevista para o filme animado Zootopia (2016), onde ela deu voz a personagem Gazelle, Shakira comentou sobre os primeiros estágios do registro, dizendo: "Estou começando a escrever novamente e as idéias estão começando a fluir... em espanhol, tenho muitas coisas para dizer em espanhol desta vez".

## Gravação
"Minha vida inteira, eu tinha pressionado uma pausa em tantas coisas na minha vida pessoal para seguir meus sonhos, meus sonhos profissionais, para se tornar um artista de sucesso. E de repente, as coisas mudaram, e eu me vi como mãe, com uma família que eu sonhei desde que eu era criança. E então, quando percebi que o criador dentro de mim também estava pedindo para ser considerado, minha música tornou-se minha fuga. O estúdio tornou-se o lugar para deixar algum vapor, longe da vida cotidiana como mãe - isso se tornou meu hobby. E então tornou-se um prazer como todos os hobbies são. Então, agora, a música é meu hobby. Oh, eu nunca pensei que eu diria isso! "

 — Shakira descreve a mudança artística que enfrentou durante o processo de gravação de El Dorado.
Shakira começou a trabalhar no álbum no início de 2016. Em março de 2016, ela publicou várias imagens em sua conta do Instagram, escrevendo músicas com Luis Fernando Ochoa e tocando bateria para seu novo álbum. Ela continuou dizendo que "a música é a própria fibra do meu ser. E eu preciso voltar para ele, então meus filhos vão ter que me desculpar por um pouco". Em 12 de agosto de 2016, Shakira publicou em sua conta no Twitter e no Instagram uma foto dela com o líder da banda Magic!, Nasri Atweh e os produtores Supa Dups. Em 17 de agosto de 2016, ela postou uma foto dela no estúdio com os produtores do álbum com a legenda: "No estúdio com meus amigos Stephen, Supa e Dave e o aniversariante Luisfer Ochoa". Em 24 de agosto de 2016, Shakira tuitou um vídeo de si mesma dançando no estúdio para uma trilha animada" com a legenda: "Trabalho duro". Dois dias depois, durante uma entrevista para Billboard, o cantor jamaicano Sean Paul revelou que ele trabalhou com Shakira em uma música produzida por David Guetta intitulada "Temple", que ele descreveu como uma "coisa tipo dancehall e EDM", ao mesmo tempo que revelava que ela estava "trabalhando com um dos meus antigos produtores da Jamaica tentando encontrar algo quente e dancehall e quente novamente. É um grande ressurgimento."
Durante o processo de gravação, Shakira decidiu fazer uma música por vez, não um álbum, o que a fez sentir liberada. Depois de terminar uma música, ela sentiu que ela poderia trabalhar com outra, e, como afirmou ela mesma, "assim que uma música estava pronta, eu tive uma relação direta com meus fãs, e eu simplesmente coloquei lá fora. E isso mudou completamente meu jogo. Em vez de pensar no enorme Monte Everest que eu tenho que escalar, pensei em cada passo do caminho". Em setembro de 2016, Shakira também anunciou que estava trabalhando com o cantor colombiano Maluma no álbum, ao postar fotos com ele no estúdio e provocado: "Prepare-se para o que estamos cozinhando no estúdio". Durante o processo de gravação do álbum, rumores de que Shakira também havia colaborado com os produtores de Calvin Harris e Stargate, embora nunca tenha sido oficialmente confirmada. No final de dezembro de 2016, o cantor americano Nicky Jam postou um video na sua conta do Instagram, alegando que ele estava trabalhando com um cantor colombiano que as pessoas adoravam, sugerindo que Shakira e ele estavam trabalhando juntos. Depois de ter provocado que o álbum viesse "muito em breve" no final de fevereiro de 2017, Shakira confirmou via Instagram, em março de 2017, que o álbum estava concluindo com a legenda: "Tão feliz por como meu novo álbum está se juntando ... comemorando no estúdio". No mesmo dia, ela também confirmou o título de uma música, "When a Woman", escrevendo que acabara de aprovar uma mistura "incrível" da faixa para o álbum.

## Composição
El Dorado é principalmente um álbum espanhol, com três canções em inglês, enquanto também apresenta Shakira cantando algumas palavras em anglo-francês e catalão. Sonoricamente, como afirmou a própria Shakira, o álbum tem músicas "com diferentes influências do reggaeton, bachata, músicas pop diretas e músicas muito pessoais, especialmente". O álbum abre com "Me Enamoré" um "pop infundido com electronica", com "degradação lírica digitalmente giclada". Liricamente, a música conta a história de como ela conheceu seu marido Gerard Piqué, dando detalhes sobre "a conexão instantânea entre eles quando ela menos esperava". De acordo com Shakira, "a canção narra um momento na minha vida quando eu estava tão apaixonada que estava literalmente escalando árvores". "Nada" segue "Me Enamoré", e é uma balada de poder que fala sobre a solidão e a falta de um ente querido. De acordo com a Sarah Grant, da Rolling Stone, a música "caracteriza a corrida familiar que Shakira aperfeiçoou em músicas tão cedo quanto em 2001 com "Poem to a Horse", para o sucesso de 2014, "Empire". "Chantaje" é o primeiro dueto com Maluma e é uma música de reggaeton eletrônico sobre uma perseguição "entre um homem luxurador e uma mulher inatingível". Em relação às letras, Shakira explicou: "Eu queria dar uma rotação diferente, onde a garota é a média, porque estou cansada de ouvir músicas onde as mulheres se queixam de como elas são maltratadas. Desta vez, eu queria assumir o controle. Eu queria representar o meio no relacionamento - o descuidado, o espírito livre.
"When a Woman", a primeira música cantada em inglês, é uma música pop eletrônica com sintetizadores e batidas baralhadas. Sua letra detalha "um romance que dói de tão bom". "Amarillo" é uma faixa da Europop , com o coro sendo comparado com o de um "hino Disney-esque". Liricamente, Shakira faz uma justaposição entre seus sentimentos e cores. Sua seção de verso inicial foi comparada à melodia do verso de Papa Don't Preach de Madonna. "Perro Fiel" é um duelo pop-reggaeton com o cantor reggaeton Nicky Jam. Durante a música, ambos os cantores tentam lutar contra os seus sentimentos uns com os outros, apesar da sua tensão sexual. Foi comparado a "Duele el Corazón" de Enrique Iglesias , "mas em uma versão mais lenta". "Trap" é o segundo dueto com Maluma e foi considerado "uma balada sussurrante que funde pop em espanhol com o frágil R&B ritmos do Trap." Foi notado que durante a canção, Maluma "reveste sua voz com efeitos eletrônicos". Liricamente, A música fala sobre coração partido e foi descrita como uma ode para o desejo e o sexo casual. "Coconut Tree" é a segunda canção em inglês e canais de banda synthpop aistraliano Empire of the Sun. Liricamente, a faixa média "movida pela guitarra" " folk" tem Shakira desejando uma "fuga romântica" pessoal. O álbum fecha com a balada de piano "Toneladas", com letras sobre amor incondicional.
Além das nove trilhas originais, o álbum também inclui quatro duetos, três deles sendo lançados anteriormente como singles e incluídos nos álbuns dos colaboradores e um deles sendo uma versão em inglês de um dos duetos. A primeira faixa, "Comme Moi"  é um dueto com o rapper francês e cantor Black M e foi incluído em seu terceiro álbum de estúdio, Éner Insatisfait (2017). Durante a música, Black M canta raps em francês, enquanto Shakira canta em inglês. A faixa também tem uma versão nova e inglesa intitulada "What We Said" e apresenta a banda canadense Magic!. Ambas as faixas têm uma batida de reggaeton. O dueto de Shakira com Carlos Vives em "La Bicicleta" também está incluído no álbum. A faixa, que é uma canção vallenato e reggaeton fala sobre passear de bicicleta em lugares de infância; foi o momento decisivo para Shakira, quando ela revisitou suas raízes colombianas e se sentiu inspirada, chegando com o refrão da música e seu título. El Dorado também apresenta o dueto de Shakira com o cantor americano Prince Royce na canção de amor "Deja Vu" de bachata , que foi incluída pela primeira vez em seu quinto álbum de estúdio Five (2017). A música também foi descrita como uma faixa de "percussão com sabor a salsa" sobre se apaixonar e se desapaixonar e ser delirante em relação ao amor.

## Lançamento e promoção
Em 11 de maio de 2017, Shakira anunciou através das suas redes sociais que o nome de seu novo álbum seria El Dorado, e seu lançamento ocorreria no dia 26 de maio do mesmo ano. O álbum recebeu o nome de uma cidade mítica dourada procurada na América do Sul pelos europeus. Em uma entrevista para o The New York Times, Shakira declarou sobre o álbum: "Encontrar a inspiração em si e perceber que sempre esteve lá o tempo todo - esse era o meu El Dorado. Esse era um estado de espírito perfeito". Para promover o álbum, Shakira fez parceria com a plataforma de localização geográfica, Landmark, para mobilizar seus fãs para desbloquear os "tesouros" digitais em locais físicos em todo o mundo no site, https://shakiraeldorado.com/ Seus fãs visitaram mais de 1.000 locais em 99 países para desbloquear conteúdo exclusivo, incluindo a lista de faixas, vídeos de sessões de gravação e clipes de suas novas músicas. Uma semana antes do lançamento do álbum, Shakira lançou a música "Nada" juntamente com a listagem do álbum. Em 16 de maio de 2017, Shakira performou "Me Enamoré" no Univision's Upfront. Um dia depois, Shakira chamou seus fãs para conhecê-la em uma "goldspot" especial em Nova York para ser encontrado no site shakiraeldorado.com, pouco antes de aparecer com a banda para performar uma versão acústica improvisada de "Chantaje" no Washington Square Park em Nova York. Em 25 de maio de 2017, um dia antes do lançamento do álbum, Shakira realizou uma festa de lançamento do álbum no The Temple House em Miami, onde performou cinco canções, incluindo duetos com Prince Royce (em "Deja Vu") e Nicky Jam (em "Perro Fiel"), assim como, "Nada" e os singles "Chantaje" e "Me Enamoré". Um dia depois do seu lançamento, em 27 de maio de 2017, Shakira concedeu um show gratuito no The Wynwood Yard, onde cantou "Me Enamoré" e "Toneladas".

### Turnê
Ao promover o álbum, Shakira falou sobre a próxima turnê, dizendo: "Eu quero que eles vivam isso comigo e eu quero que eles saem comigo em turnê e essa é a próxima coisa que vamos fazer. Talvez seja difícil porque Gerard não pode viajar conosco porque está trabalhando com sua equipe". [...] "Esta é a primeira vez que eu vou de turismo com dois filhos, então, me desejem sorte!". A própria Shakira confirmou a turnê em Portugal. A turnê foi anunciada em 27 de junho de 2017 e será patrocinada pelo Rakuten.

## Recepção da crítica
| Críticas profissionais   | Críticas profissionais |
| Avaliações da crítica    | Avaliações da crítica  |
| Fonte                    | Avaliação              |
| ------------------------ | ---------------------- |
| ABC News                 | [ 22 ]                 |
| AllMusic                 | [ 17 ]                 |
| Knoxville News Sentinel  | [ 21 ]                 |
| Latin Times              | misto                  |
| The National (Abu Dhabi) | [ 19 ]                 |

Ao seu lançamento, El Dorado recebeu três e meio de cinco estrelas pelo critico Stephen Thomas Erlewine, do AllMusic, que elogiou o álbum por ser "coerente e maduro em seu entendimento - mas não chato - de humor controlado". Si Hawkins do The National (Abu Dhabi), foi positivo em relação ao seu conteúdo, observando que El Dorado é "um presente do verão, para seus fãs latinos", ressaltando que "o foco hispânico do álbum, permite que sua estrela se divirta, em vez de seguir as tendências da parada norte-americana" e que "abre novas bases para esta ícone global". Em outra revisão positiva, Chuck Campbell, da Knoxville News Sentinel, considerou o disco como "uma sólida mistura de faixas modernas e clássicas", enquanto elogia seu colaborador de longa data, Luis Fernando Ochoa, observando que a "voz distintiva" da cantora é "sua arma não tão secreta, e que ela é apoiada por arranjos nítidos que refletem sua herança, bem como o estado atual da música pop".
Para Allan Raible da ABC News, El Dorado "demonstra que Shakira continua a crescer como intérprete, mesmo que ela esteja aderindo à faixas de baladas e à baladas de amor. Ela está desenvolvendo uma sutileza adequada e casual". Joan Wallace, do Latin Times, sentiu que a álbum "parece ser uma compilação forçada de músicas que já ouvimos e mais cinco outras inéditas e não tão boas novas faixas". Wallace também criticou a falta de criatividade que foi encontrada em seus discos, como Pies Descalzos (1995) e Laundry Service (2001).

## Desempenho comercial
El Dorado estreou no número 15 no Billboard 200 dos EUA, com um equivalente de 29 mil cópias vendidas. Foi o sexto álbum mais vendido da semana, vendendo 20 mil cópias na primeira semana. O álbum estreou no número 2 no gráfico Top Latin Albums, Embora tenha sido o seu primeiro álbum a não entrar no número um do Top Latin Albums, desde Pies Descalzos (1995), o álbum estreou no número um no Latin Pop Albums, tornando-se o sétimo e segurando o seu recorde como cantora com mais álbuns em primeiro lugar no Latin Pop Albums, entre as mulheres. No entanto, o álbum liderou a parada da Top Latin Albums na semana seguinte, tornando-se o sexto número 1 da cantora no gráfico. El Dorado também foi a maior semana de vendas de um álbum latino em mais de dois anos, desde Hoy Mas Fuerte de Gerardo Ortiz (2015), sendo o último a conquistar tal feito. É também o álbum latino mais vendido no primeiro semestre de 2017 nos EUA, com vendas globais de 131 mil unidades.
Também estreou no número 92 na Austrália e no número 54 no Reino Unido, tornando-se seu primeiro álbum espanhol a traçar o primeiro e seu maior álbum espanhol nas paradas em ambos os países. Ele entrou na tabela de álbuns espanhóis no número 2, no número 3 na Suíça, no número 4 na França, no número 10 na Áustria no número 12 na Itália no número 19 na Alemanha, no número 32 na Finlândia e no número 20 nos Países Baixos.

## Singles
"Chantaje" foi lançado como o primeiro single em 28 de outubro de 2016. A canção tornou-se um enorme sucesso na América Latina e territórios de língua espanhola, atingindo o pico no número um na Espanha, Guatemala, México, Equador, Uruguai e na Hot Latin Songs dos Estados Unidos, onde permaneceu no topo por 11 semanas. Também alcançou um sucesso moderado em todo o mundo, atingindo as dez principais posições na Suíça, Israel, Romênia, Bulgária e outros países, bem como as mais altas vinte posições na Itália, França, Alemanha e Bélgica. Na Billboard Hot 100 dos EUA , "Chantaje" atingiu o pico no número 51, tornando-se a posição mais alta de um single em espanhol de quase 100 anos depois de "La Tortura" (2005). Foi certificado 16× platina pela Recording Industry Association of America no campo latino por exceder as vendas de 960,000 cópias. O video da música acumulou mais de 2,4 bilhões de visualizações atualmente no YouTube e a música reuniu 611 milhões de reproduções atualmente no Spotify.
"Me Enamoré" foi lançado como o segundo single do álbum em 7 de abril de 2017. A canção atingiu o número três na Espanha, bem como os dez melhores na Argentina, Chile, Guatemala, México e Uruguai. Nos Estados Unidos, atingiu o número 83 na Billboard Hot 100 e alcançou o número 4 no Hot Latin Songs, sendo o 26º hit da Shakira no ranking. O video musical da música atraiu a atenção da mídia devido à aparência de seu marido, Gerard Piqué.
"Perro Fiel" foi originalmente lançado como um single promocional para o álbum em 25 de maio de 2017. Seu lançamento oficial como o terceiro single aconteceu em 15 de setembro de 2017, a mesma data em que seu videoclipe foi lançado. que foi filmado em Barcelona em 27 de julho de 2017. Antes de ser lançado como single, foi certificado em ouro na Espanha por vender mais de 20.000 cópias em 30 de agosto de 2017. A música atingiu o número três na Espanha e liderou as paradas na Argentina, México, Uruguai e vários outros países da América Latina. Nos Estados Unidos, a música chegou ao número 100 na Billboard Hot 100, e alcançou o sexto lugar no Hot Latin Songs, tornando-se o 27º single de Shakira no top 10.
"Trap" foi lançado como quarto single do álbum em 26 de janeiro de 2018.  A música conta com o cantor colombiano Maluma, que já havia trabalhado com Shakira em "Chantaje"; Shakira e Maluma trabalharam na música em Barcelona em setembro de 2016. O clipe em preto-e-branco da música foi lançado em 26 de janeiro de 2018 e foi dirigido por Jaume de Laiguana. "Trap" estreou no número 45 na Billboard Hot Latin Songs na mesma semana em El Dorado foi lançado e mais tarde chegou ao número 17 na semana que terminou a 10 de Fevereiro de 2018.
"Nada" foi lançado como o quinto single do álbum em 3 de novembro de 2018. Shakira estreou o clipe no mesmo dia antes de sua última apresentação da El Dorado World Tour no Parque Simon Bolívar em Bogotá, Colômbia, nas telonas do show. Imediatamente depois ele já estava disponível online.

## Prêmios e indicações
| Ano  | Indicação                         | Categoria                                  | Prêmio                          | Resultado | Ref.   |
| ---- | --------------------------------- | ------------------------------------------ | ------------------------------- | --------- | ------ |
| 2017 | Shakira                           | Artista Latina Favorita                    | American Music Awards           | Venceu    | [ 71 ] |
| 2017 | "Chantaje" (com Maluma)           | Top Latin Song                             | Billboard Music Awards          | Indicado  | [ 72 ] |
| 2017 | "La Bicicleta" (com Carlos Vives) | Top Latin Song                             | Billboard Music Awards          | Indicado  | [ 72 ] |
| 2017 | Shakira                           | Artista do Ano                             | Latin American Music Awards     | Indicado  | [ 73 ] |
| 2017 | Shakira                           | Favorite Female Artist Pop/Rock            | Latin American Music Awards     | Indicado  | [ 73 ] |
| 2017 | "Chantaje"                        | Favorite Song Pop/Rock                     | Latin American Music Awards     | Indicado  | [ 73 ] |
| 2017 | "Chantaje"                        | Favorite Collaboration                     | Latin American Music Awards     | Indicado  | [ 73 ] |
| 2017 | "Chantaje"                        | Song of the Year                           | Latin American Music Awards     | Indicado  | [ 73 ] |
| 2017 | "Deja Vu" (com Prince Royce)      | Song of the Year                           | Latin American Music Awards     | Venceu    | [ 73 ] |
| 2017 | "Deja Vu" (com Prince Royce)      | Favorite Song Tropical                     | Latin American Music Awards     | Venceu    | [ 73 ] |
| 2017 | El Dorado                         | Album of the Year                          | Latin American Music Awards     | Indicado  | [ 73 ] |
| 2017 | El Dorado                         | Favorite Album Pop/Rock                    | Latin American Music Awards     | Indicado  | [ 73 ] |
| 2017 | El Dorado                         | Álbum do Ano                               | Grammy Latino                   | Indicado  | [ 74 ] |
| 2017 | El Dorado                         | Melhor Álbum Vocal Pop Contemporâneo       | Grammy Latino                   | Venceu    | [ 74 ] |
| 2017 | "Chantaje"                        | Gravação do Ano                            | Grammy Latino                   | Indicado  | [ 74 ] |
| 2017 | "Chantaje"                        | Canção do Ano                              | Grammy Latino                   | Indicado  | [ 74 ] |
| 2017 | "Chantaje"                        | Best Urban Fusion/Performance              | Grammy Latino                   | Indicado  | [ 74 ] |
| 2017 | "Deja Vu"                         | Melhor Canção Tropical                     | Grammy Latino                   | Indicado  | [ 74 ] |
| 2017 | "Chantaje"                        | Colaboração do Ano                         | MTV Millennial Awards           | Indicado  | [ 75 ] |
| 2017 | "La Bicicleta"                    | Best Party Anthem                          | MTV Millennial Awards           | Indicado  | [ 75 ] |
| 2017 | Shakira                           | Favorite Global Music Star                 | Nickelodeon Kids' Choice Awards | Indicado  | [ 76 ] |
| 2017 | Shakira                           | International Female Artist of the Year    | NRJ Music Award                 | Indicado  | [ 77 ] |
| 2017 | Shakira                           | Favorite Social Media Celebrity            | People's Choice Awards          | Indicado  | [ 78 ] |
| 2017 | Shakira                           | Best Latin Artist                          | LOS40 Music Awards              | Indicado  | [ 79 ] |
| 2017 | "Me Enamoré"                      | Los 40 Global Show Award                   | LOS40 Music Awards              | Indicado  | [ 79 ] |
| 2017 | "Chantaje"                        | Best Song for Dancing                      | Premios Juventud                | Indicado  | [ 80 ] |
| 2017 | "Chantaje"                        | The Perfect Combination                    | Premios Juventud                | Indicado  | [ 80 ] |
| 2017 | "La Bicicleta"                    | The Perfect Combination                    | Premios Juventud                | Indicado  | [ 80 ] |
| 2017 | "La Bicicleta"                    | Best Song for "Chillin"                    | Premios Juventud                | Indicado  | [ 80 ] |
| 2017 | Shakira                           | Favorite Pop Artist                        | Premios Tu Mundo                | Indicado  | [ 81 ] |
| 2017 | "Me Enamoré"                      | Party-Starter Song                         | Premios Tu Mundo                | Indicado  | [ 81 ] |
| 2017 | Shakira                           | Choice Latin Artist                        | Teen Choice Award               | Indicado  | [ 82 ] |
| 2017 | "Chantaje"                        | Choice Latin Song                          | Teen Choice Award               | Indicado  | [ 82 ] |
| 2017 | "Deja Vu"                         | Choice Latin Song                          | Teen Choice Award               | Indicado  | [ 82 ] |
| 2018 | El Dorado                         | Best Latin Pop Album                       | Grammy Award                    | Venceu    | [ 83 ] |
| 2018 | Shakira                           | Latin Artist of the Year                   | iHeartRadio Music Awards        | Indicado  | [ 84 ] |
| 2018 | El Dorado                         | Latin Album of the Year                    | iHeartRadio Music Awards        | Venceu    | [ 85 ] |
| 2018 | Shakira                           | Social Artist of the Year                  | Billboard Latin Music Awards    | Indicado  | [ 86 ] |
| 2018 | Shakira                           | Hot Latin Songs Artist of the Year, Female | Billboard Latin Music Awards    | Venceu    | [ 86 ] |
| 2018 | Shakira                           | Top Latin Album Artist of the Year, Female | Billboard Latin Music Awards    | Venceu    | [ 86 ] |
| 2018 | Shakira                           | Latin Pop Artist of the Year, Solo         | Billboard Latin Music Awards    | Venceu    | [ 86 ] |
| 2018 | "Chantaje"                        | Hot Latin Song of the Year, Vocal Event    | Billboard Latin Music Awards    | Indicado  | [ 86 ] |
| 2018 | "Chantaje"                        | Streaming Song of the Year                 | Billboard Latin Music Awards    | Indicado  | [ 86 ] |
| 2018 | "Chantaje"                        | Digital Song of the Year                   | Billboard Latin Music Awards    | Indicado  | [ 86 ] |
| 2018 | "Chantaje"                        | Latin Pop Song of the Year                 | Billboard Latin Music Awards    | Indicado  | [ 86 ] |
| 2018 | "Me Enamoré"                      | Latin Pop Song of the Year                 | Billboard Latin Music Awards    | Indicado  | [ 86 ] |
| 2018 | "Deja Vu"                         | Tropical Song of the Year                  | Billboard Latin Music Awards    | Venceu    | [ 86 ] |
| 2018 | El Dorado                         | Top Latin Album of the Year                | Billboard Latin Music Awards    | Indicado  | [ 86 ] |
| 2018 | El Dorado                         | Latin Pop Album of the Year                | Billboard Latin Music Awards    | Venceu    | [ 86 ] |

## Lista de faixas
| N.º            | Título                                            | Compositor(es) | Produtor (s)                                                                         | Duração |  |
| 1.             | "Me Enamoré"                                      | Shakira Rayito | Shakira Rayito Rude Boyz A.C. [a] Kevin ADG [a]                                      | 3:47    |  |
| 2.             | "Nada"                                            | Shakira Luis Fernando Ochoa                                                                                             | Shakira Luis Fernando Ochoa Supa Dups [b]                                            | 3:10    |  |
| 3.             | "Chantaje" (com Maluma)                           | Shakira Juan Luis Londoño Arias Joel Antonio López Castro Kevin Mauricio Jiménez Londoño Bryan Snaider Lezcano Chaverra | Shakira Maluma Chan "El Genio" (Rude Boyz) Kevin Jiménez ADG                         | 3:16    |  |
| 4.             | "When a Woman"                                    | Shakira Kurtis Mckenzie Jon Mills Julia Michaels Magnus August Hoiberg Justin Tranter                                   | [b]                                                                                  | 3:18    |  |
| 5.             | "Amarillo"                                        | Shakira Luis Fernando Ochoa                                                                                             | Shakira Luis Fernando Ochoa Supa Dups [a] A.C. [b] Stephen McGregor [b]              | 3:40    |  |
| 6.             | "Perro Fiel" (com Nicky Jam)                      | Shakira Nicky Jam Cristhian Mena Juan Medina                                                                            | Shakira Nicky Jam Saga WhiteBlack                                                    | 3:15    |  |
| 7.             | "Trap" (com Maluma)                               | Shakira Juan Luis Londoño Rene Cano Kevin Mauricio Jiménez Londoño Bryan Snaider Lezcano Chaverra                       | Shakira Maluma Chan "El Genio" (Rude Boyz) Kevin Jiménez ADG Luis Fernando Ochoa [b] | 3:20    |  |
| 8.             | "Comme Moi" (com Black M)                         | Shakira Black M Nasri Atweh Shin Sekaï Dany Synthé                                                                      | Shakira Supa Dups Dany Synthé Dadju Black M                                          | 3:08    |  |
| 9.             | "Coconut Tree"                                    | Shakira Luis Fernando Ochoa                                                                                             | Shakira Ochoa                                                                        | 3:50    |  |
| 10.            | "La bicicleta" (com Carlos Vives)                 | Shakira Carlos Vives Andrés Castro                                                                                      | Shakira Andrés Castro Carlos Vives Ochoa                                             | 3:48    |  |
| 11.            | "Deja Vu" (com Prince Royce)                      | Geoffrey Royce Rojas Daniel Santacruz Manny Cruz                                                                        | D'Lesly "Dice" Lora Prince Royce [a] Shakira [a] Rude Boyz [a]                       | 3:16    |  |
| 12.            | "What We Said" (Comme Moi em inglês) (com Magic!) | Shakira Alpha Diallo Nasri Atweh                                                                                        | Shakira Supa Dups Nasri Atweh Dany Synthé Dadju Black M                              | 3:00    |  |
| 13.            | "Toneladas"                                       | Shakira Luis Fernando Ochoa                                                                                             | Shakira A.C. [b]                                                                     | 3:12    |  |
| Duração total: | Duração total:                                    | Duração total: | Duração total:                                                                       | 43:57   |  |

Notas
- Creditos adaptados do livreto do album
- ↑a  significa um co-produtor
- ↑b  significa um produtor adicional

## Desempenho nas tabelas musicais
| Chart (2017)                                | Maior posição |
| ------------------------------------------- | ------------- |
| Alemanha (Offizielle Deutsche Charts)       | 19            |
| Argentina (CAPIF)                           | 3             |
| Austrália (ARIA)                            | 92            |
| Áustria (Ö3 Austria Top 40)                 | 10            |
| Bélgica (Ultratop Flandres)                 | 14            |
| Bélgica (Ultratop Valônia)                  | 2             |
| Canadá (Music Canada)                       | 20            |
| Estados Unidos (Billboard 200)              | 15            |
| Estados Unidos (Top Latin Albums)           | 1             |
| Estados Unidos (Billboard Latin Pop Albums) | 1             |
| Escócia (Official Scottish Albums)          | 45            |
| Espanha (PROMUSICAE)                        | 2             |
| Finlândia (Suomen virallinen lista)         | 32            |
| França (SNEP)                               | 4             |
| Grécia (IFPI Greece)                        | 9             |
| Hungria (MAHASZ)                            | 21            |
| Itália (FIMI)                               | 12            |
| México (AMPROFON)                           | 3             |
| Nova Zelândia (RMNZ)                        | 4             |
| Países Baixos (Dutch Charts)                | 20            |
| Polónia (ZPAV)                              | 16            |
| Portugal (AFP)                              | 6             |
| Reino Unido (UK Albums Chart)               | 54            |
| República Tcheca (ČNS IFPI)                 | 14            |
| Suécia (Sverigetopplistan)                  | 56            |
| Suíça (Schweizer Hitparade)                 | 3             |
| Suíça (Romandie)                            | 1             |
| Uruguai (CUD)                               | 6             |

| Chart (2017)                     | Posição |
| -------------------------------- | ------- |
| Bélgica (Ultratop Flanders)      | 137     |
| Bélgica (Ultratop Wallonia)      | 71      |
| EUA (Billboard Top Latin Albums) | 2       |
| EUA (Billboard Latin Pop Albums) | 1       |
| Suíça (Schweizer Hitparade)      | 60      |
| Chart (2018)                     | Posição |
| EUA (Billboard Top Latin Albums) | 5       |
| EUA (Billboard Latin Pop Albums) | 1       |

## Vendas e certificações
| Região | Certificação | Vendas   |
| --- | ------------ | -------- |
| Brasil (Pro-Música Brasil) | 2× Platina   | 80,000*  |
| Colômbia (ASINCOL) | 3× Platina   | 60,000   |
| Estados Unidos (RIAA) | Diamante     | 600,000‡ |
| França (SNEP) | Ouro         | 50,000*  |
| México (AMPROFON) | 2× Platina   | 120,000^ |
| Polônia (ZPAV) | Ouro         | 10,000*  |
| Suíça (IFPI Suíça) | Platina      | 20,000^  |
| *números de vendas baseados somente na certificação ^distribuições baseadas apenas na certificação ‡vendas+valores de streaming baseados somente na certificação |              |          |